# Italoamerikaner

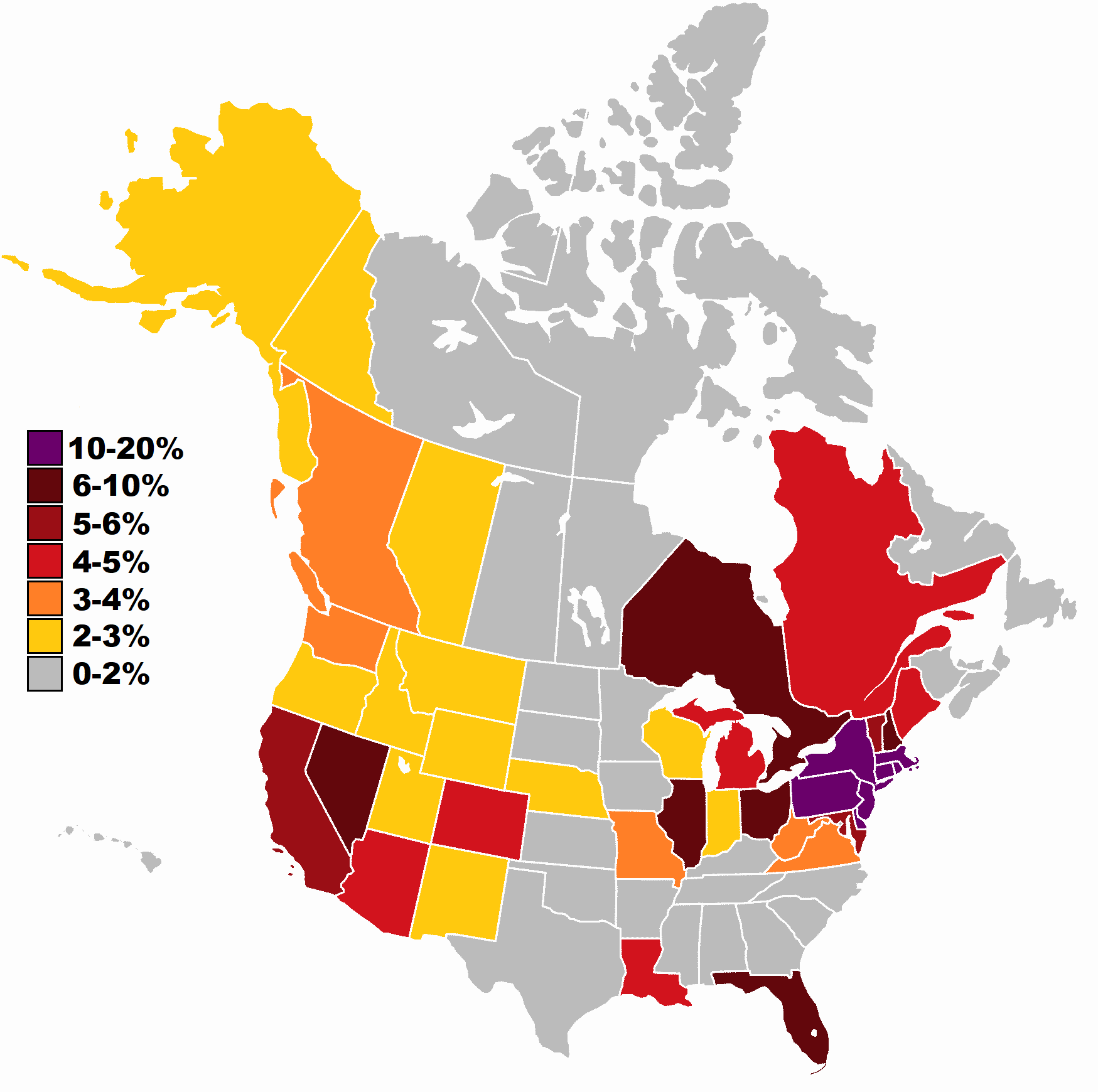
Anteil der Menschen italienischer Abstammung in den Vereinigten Staaten und Kanada

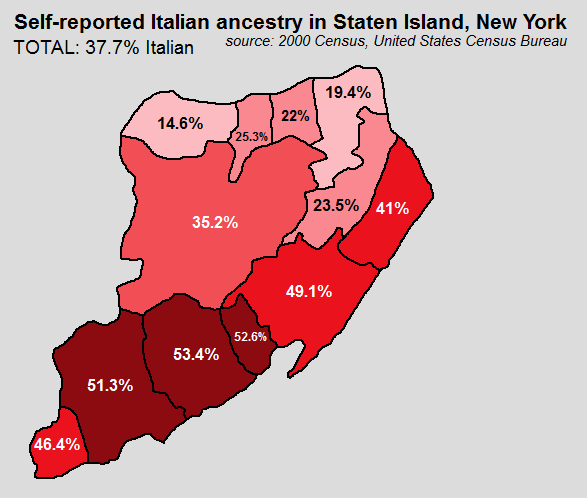
Anteil der Italoamerikaner auf Staten Island 2000

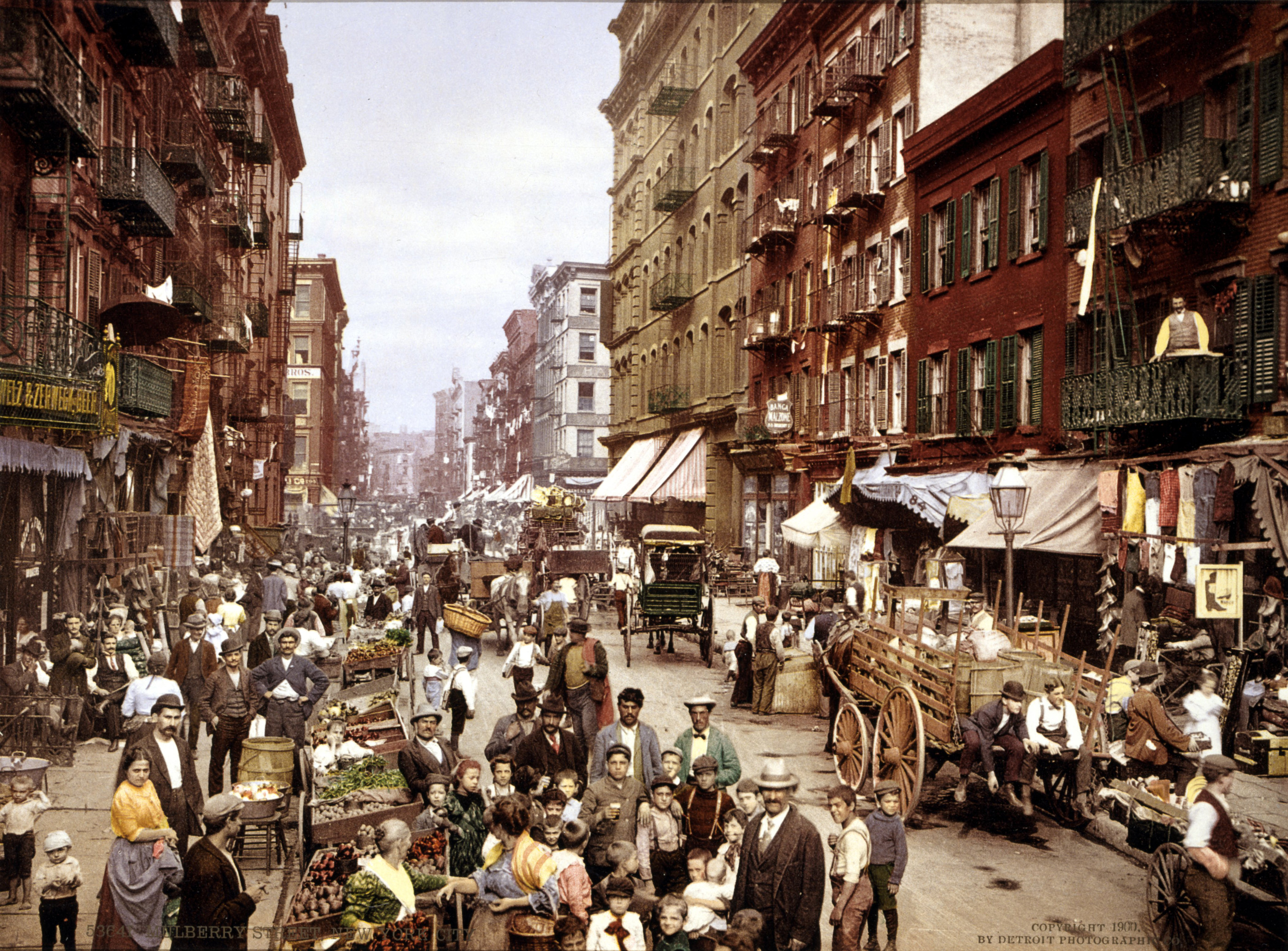
Das Stadtviertel Little Italy in Manhattan, New York City, um 1900

Als Italoamerikaner werden in den USA lebende Menschen italienischer Abstammung bezeichnet.
Die meisten italienischen Einwanderer stammten aus den südlichen Regionen Italiens, wie Apulien, Kalabrien, Kampanien und vor allem Sizilien, einem Großraum, für den heute auch die Bezeichnung Mezzogiorno steht. Etwa ein Viertel der Auswanderer kehrte nach einer gewissen Zeit nach Italien zurück.
Die erste größere Gruppe von italienischen Einwanderern (150 italienische Protestanten) ließ sich bereits 1657 in Neu Amsterdam (heute New York City) nieder.
Ende des 19. und Anfang des 20. Jahrhunderts kam dann die Mehrheit der italienischen Einwanderer in die USA. Zwischen 1820 und 1978 immigrierten insgesamt 5,3 Millionen Italiener. Ihre Nachkommen stellen heute mit mehr als 17 Millionen etwa 6 % der US-Bevölkerung, doch sprechen weniger als eine Million Italoamerikaner Italienisch als Muttersprache (0,3 % der Gesamtbevölkerung, Stand 2009). Von diesen wiederum beherrschen nur 28 % die englische Sprache. Italoamerikaner bilden somit nach den Deutschen und den Iren die drittgrößte europäische Einwanderergruppe in den Vereinigten Staaten. Die Mehrheit der Italiener ließ sich in den Großstädten von Neuengland, New Jersey, New York, Pennsylvania, Illinois, Indiana, Louisiana und Kalifornien nieder.

## Bekannte Italoamerikaner

### Politiker und Oberste Richter
- Samuel Alito (* 1950)
- Mario Cuomo (1932–2015)
- Andrew Cuomo (* 1957)
- Ron DeSantis (* 1978)
- Geraldine Ferraro (1935–2011)
- Rudy Giuliani (* 1944)
- Eric Garcetti (* 1971)
- Ella T. Grasso (1919–1981)
- Fiorello LaGuardia (1882–1947)
- Janet Napolitano (* 1957)
- William Paca (1740–1799)
- Leon Panetta (* 1938)
- Nancy Pelosi (* 1940)
- Mike Pompeo (* 1963)
- Gina Raimondo (* 1971)
- Caesar Rodney (1728–1784)
- Nicola Sacco (1891–1927)
- Rick Santorum (* 1958)
- Antonin Scalia (1936–2016)
- Alfred E. Smith (1873–1944)
- Bartolomeo Vanzetti (1888–1927)

### Schauspieler und Regisseure
- Anne Bancroft (1931–2005)
- Maria Bello (* 1967)
- Jason Biggs (* 1978)
- Steve Buscemi (* 1957)
- Nicolas Cage (* 1964, Nicholas Kim Coppola)
- Bobby Cannavale (* 1970)
- Frank Capra (1897–1991)
- Richard S. Castellano (1933–1988)
- Francis Ford Coppola (* 1939)
- Robert De Niro (* 1943)
- Brian De Palma (* 1940)
- Danny DeVito (* 1944)
- Leonardo DiCaprio (* 1974)
- David Chase (* 1945)
- Bradley Cooper (* 1975)
- Ashley Judd (* 1968)
- Peter Facinelli (* 1973)
- Lou Ferrigno (* 1951)
- James Gandolfini (1961–2013)
- Paul Giamatti (* 1967)
- Anjelica Huston (* 1951)
- Walter Lantz (1899–1994)
- Justin Long (* 1978)
- Joe Mantegna (* 1947)
- Alyssa Milano (* 1972)
- Vincente Minnelli (1903–1986)
- Sal Mineo (1939–1976)
- Al Pacino (* 1940)
- Joe Pesci (* 1943)
- Gina Philips (* 1970)
- Ellen Pompeo (* 1969)
- Leah Remini (* 1970)
- Kelly Ripa (* 1970)
- Larry Romano (* 1963)
- Ray Romano (* 1957)
- Mark Ruffalo (* 1967)
- Rene Russo (* 1954)
- Susan Sarandon (* 1946)
- Vincent Schiavelli (1948–2005)
- Martin Scorsese (* 1942)
- Brooke Shields (* 1965)
- Tony Sirico (1942–2022)
- Paul Sorvino (1939–2022)
- Filomena Spagnuolo (1903–1987)
- Vincent Spano (* 1962)
- Sylvester Stallone (* 1946)
- Quentin Tarantino (* 1963)
- Marisa Tomei (* 1964)
- John Travolta (* 1954)
- Stanley Tucci (* 1960)
- John Turturro (* 1957)
- Liv Tyler (* 1977)
- Rudolph Valentino (1895–1926)

### Musiker und Entertainer
- Tony Bennett (1926–2023, Anthony Dominick Benedetto)
- Jon Bon Jovi (* 1962, John Francis Bongiovi jr.)
- Sonny Bono (1935–1998)
- Chris Botti (* 1962)
- Connie Francis (1937–2025, Concetta Rosa Maria Franconero)
- John Frusciante (* 1970)
- Lady Gaga (* 1986, Stefani Germanotta)
- Michael Giacchino (* 1967)
- Madonna (* 1958, Madonna Louise Ciccone)
- David Mancuso (1944–2016)
- Dean Martin (1917–1995, Dino Crocetti)
- Liza Minnelli (* 1946)
- Gwen Stefani (* 1969)
- Ariana Grande (* 1993)
- Mario Lanza (1921–1959)
- Louis Prima (1910–1978)
- Frank Sinatra (1915–1998)
- Bruce Springsteen (* 1949)
- Marc Terenzi (* 1978)
- Steven Tyler (* 1948, Stephen Victor Tallarico)
- Steven Van Zandt (* 1950)
- Frank Zappa (1940–1993)

### Schriftsteller
- Mario Puzo (1920–1999)
- Pietro di Donato (1911–1992)

### Sportler
- Vince Lombardi (1913–1970)
- Joe DiMaggio (1914–1999)
- Jake LaMotta (1922–2017)
- Rocky Marciano (1923–1969)
- Mike Eruzione (* 1954)
- Mark Calcavecchia (* 1960)
- Tony Granato (* 1964)
- Mike Modano (* 1970)
- Cammi Granato (* 1971)
- Alexa Bliss (* 1991)
- Caitlin Clark (* 2002)

### Unternehmer
- Domingo Ghirardelli (1817–1894)
- Robert Mondavi (1913–2008)
- Bob Guccione (1930–2010)
- Dennis Tito (* 1940)
- Gil Amelio (* 1943)
- Fred DeLuca (1947–2015)
- Robert Nardelli (* 1948)
- Louis Rossetto (* 1949)
- Paul Otellini (1950–2017)

### Sonstige
- Franziska Xaviera Cabrini (1850–1917), Ordensschwester und Heilige
- Enrico Fermi (1901–1954), Kernphysiker
- Andrew J. Viterbi (* 1935), Elektroingenieur und Informatiker
- Walter Schirra (1923–2007), Astronaut
- Dominic A. Antonelli (* 1967), Astronaut
- Charles Camarda (* 1952), Astronaut
- Michael James Massimino (* 1962), Astronaut
- Richard Mastracchio (* 1960), Astronaut
- Ronald A. Parise (1951–2008), Astronaut
- Mario Runco (* 1952), Astronaut
- Albert Sacco (* 1949), Astronaut
- Nicole Passonno Stott (* 1962), Astronautin
- Anthony Fauci (* 1940), Immunologe
- Jay Leno (* 1950), Komiker und Fernsehmoderator
- Jimmy Kimmel (* 1967), Komiker und Fernsehmoderator
- Al Capone (1899–1947), Mobster
- Lucky Luciano (1897–1962), Mobster
- Frank Costello (1891–1973), Mobster
- Vito Genovese (1897–1969), Mobster
- Joseph Bonanno (1905–2002), Mobster
- Carlos Marcello (1910–1993), Mobster
- Vincent Gigante (1928–2005), Mobster
- John Gotti (1940–2002), Mobster